# لیل اسکایز
کیمیتریوس کریستوفر فوز شناخته شده با نام لیل اسکایز (انگلیسی: Lil Skies؛ زادهٔ ۴ اوت ۱۹۹۸) خواننده رپ اهل ایالات متحده آمریکا است. وی از سال ۲۰۱۲ میلادی تاکنون مشغول فعالیت بوده‌است.